# Pteris mildbraedii
Pteris mildbraedii là một loài thực vật có mạch trong họ Pteridaceae. Loài này được Hieron. miêu tả khoa học đầu tiên năm 1915.